# Александрово-Заводський район
Алекса́ндрово-Заво́дський район (рос. Александрово-Заводский район) — район у складі Забайкальського краю Російської Федерації.
Адміністративний центр — село Александровський Завод.

## Населення
Населення — 7345 осіб (2019; 8726 в 2010, 10844 у 2002).

## Адміністративний поділ
Район адміністративно поділяється на 13 сільських поселень:
| Поселення                                 | Площа, км² | Населення, осіб (2002) | Населення, осіб (2010) | Населення, осіб (2019) | Центр                  | Населені пункти |
| ----------------------------------------- | ---------- | ---------------------- | ---------------------- | ---------------------- | ---------------------- | --------------- |
| Александрово-Заводське сільське поселення | 799,33     | 2818                   | 2635                   | 2364                   | Александровський Завод | 2               |
| Бохтинське сільське поселення             | 535,70     | 953                    | 738                    | 562                    | Бохто                  | 3               |
| Бутунтайське сільське поселення           | 388,03     | 741                    | 524                    | 419                    | Бутунтай               | 2               |
| Кузнецовське сільське поселення           | 155,77     | 284                    | 233                    | 216                    | Кузнецово              | 1               |
| Манкечурське сільське поселення           | 497,90     | 1046                   | 776                    | 668                    | Манкечур               | 3               |
| Маньковське сільське поселення            | 774,50     | 437                    | 375                    | 325                    | Маньково               | 1               |
| Ніколаєвське сільське поселення           | 150,76     | 203                    | 141                    | 123                    | Ніколаєвка             | 1               |
| Ново-Акатуйське сільське поселення        | 788,11     | 1225                   | 1005                   | 834                    | Новий Акатуй           | 3               |
| Онон-Борзинське сільське поселення        | 714,11     | 511                    | 386                    | 335                    | Онон-Борзя             | 2               |
| Першококуйське сільське поселення         | 1227,84    | 452                    | 396                    | 344                    | Кокуй 1-й              | 2               |
| Савво-Борзинське сільське поселення       | 128,87     | 297                    | 212                    | 165                    | Савво-Борзя            | 1               |
| Чиндагатайське сільське поселення         | 415,37     | 931                    | 579                    | 372                    | Чиндагатай             | 3               |
| Шаранчинське сільське поселення           | 556,00     | 976                    | 726                    | 618                    | Шаранча                | 3               |

- 2011 року було ліквідоване Кутугайське сільське поселення, територія увійшла до складу Шаранчинського сільського поселення; було ліквідоване Васильєвсько-Хуторське сільське поселення, територія увійшла до складу Манкечурського сільського поселення; було ліквідоване Другококуйське сільське поселення, територія увійшла до складу Бохтинського сільського поселення; було ліквідоване Краснояровське сільське поселення, територія увійшла до складу Першококуйського сільського поселення; було ліквідоване Шаринське сільське поселення, територія увійшла до складу Чиндагатайського сільського поселення; було ліквідоване Мулінське сільське поселення, територія увійшла до складу Бутунтайського сільського поселення[4].

## Найбільші населені пункти
| №  | Населений пункт        | Населення, осіб (2002) | Населення, осіб (2010) |
| -- | ---------------------- | ---------------------- | ---------------------- |
| 1  | Александровський Завод | 2630                   | 2482                   |
| 2  | Новий Акатуй           | 866                    | 732                    |
| 3  | Манкечур               | 559                    | 481                    |
| 4  | Чиндагатай             | 529                    | 409                    |
| 5  | Бохто                  | 523                    | 395                    |
| 6  | Маньково               | 437                    | 375                    |
| 7  | Бутунтай               | 482                    | 368                    |
| 8  | Шаранча                | 499                    | 339                    |
| 9  | Онон-Борзя             | 342                    | 266                    |
| 10 | Васильєвський Хутор    | 369                    | 256                    |